# Berthe de Rayssac
Pour les articles homonymes, voir Rayssac (homonymie).
Berthe de Rayssac, née Berthe d’Alton-Shée le 16 août 1846 à Paris et morte le 4 septembre 1892 à Versailles, est une musicienne, artiste et conteuse française, particulièrement connue pour les salons qu'elle organise dans les années 1880.

## Biographie
Berthe Marie d'Althon-Shée, fille de Valentine d'Alton-Shée et d'Edmond d'Alton-Shée, elle grandit dans un milieu aristocratique, déjà en lien avec les salons : sa tante Caroline Jaubert en tient un connu. Elle apprend la musique et la peinture auprès de Louis Janmot.  
À l'âge de 17 ans, en 1864, elle épouse Saint-Cyr de Rayssac et porte désormais son nom. Après son mariage, elle entre dans l'atelier de Paul Chenavard et en devient très proche. Elle s'imprègne particulièrement de son art, plus que de celui de Janmot. Elle réalise alors de nombreuses peintures, notamment des copies des œuvres du Louvre et des portraits. Ils effectuent ensemble un travail commun pour la Palingénésie universelle du Panthéon.  
Berthe de Rayssac ouvre son petit salon dans les années 1860 et accueille des artistes, philosophes et musiciens. Il s'agit d'un climat d'émulation et de partage pour ces derniers, particulièrement dans le contexte du symbolisme naissant. Elle accueille des personnalités comme Odilon Redon, Ernest Chausson, Louis Janmot ou encore Henri Fantin-Latour.  
Berthe de Rayssac joue également du piano, seulement pour ses proches. Le Conte d’Azur le Page et de la Fée Candour, qu'elle publie sous le pseudonyme Candoré, est le seul témoignage de son activité de conteuse et d'illustratrice.  
Les artistes autour d'elle, poètes comme peintres, la prennent souvent pour muse. 
Elle meurt en 1892 à Versailles, à l'âge de 46 ans, et est inhumée au cimetière du Père-Lachaise.

## Œuvres
La plupart de ses œuvres n'ont pas été retrouvées mais sont évoquées dans son journal, comme l'explique Sarah Hassid dans son article « Berthe de Rayssac, muse et artiste sans œuvre ». 
- Tête d’étude, exposée au Salon en 1867[4]
- Portrait d'Aimée d’Alton, 1871, envoyé au Salon en 1872
- Conte d’Azur le Page et de la Fée Candour, 1874, publié sous le pseudonyme de « Candoré »
- Portrait de Jeanne Fournel, 1879
- Portrait d'Ernest Chausson, 1880
- Portrait de Jules Tannery, 1881-1882[4]